# ماساکی تراسوما
ماساکی تراسوما (انگلیسی: Masaki Terasoma; ۸ مهٔ ۱۹۶۲ – ) بازیگر، صداپیشگی در ژاپن، و بازیگر تلویزیون اهل ژاپن بود. وی از سال ۱۹۸۴ میلادی تاکنون مشغول فعالیت بوده‌است.